# Вдовин, Геннадий Викторович
Геннадий Викторович Вдовин (26 сентября 1961, Москва — 6 ноября 2021) — российский искусствовед. Директор музея-усадьбы «Останкино» (1993—2021), член Президиума ИКОМ России, доктор философских наук (1999), кандидат искусствоведения (2004).

## Биография
Родился 26 сентября 1961 года на окраине Москвы в рабочей семье, цыган. Отец — токарь шестого разряда, мама — технолог. В 1978 году поступил в МГУ. Также учился в аспирантуре Государственного института искусствознания (ГИИ МК и АН РФ).
За несколько месяцев до окончания отделения искусствоведения МГУ, в феврале 1983 года пришёл в «Останкино», где проработал всю жизнь, начав с места младшего экскурсовода в экскурсионном бюро, затем стал замом по науке, а затем директором. С 1989 — заместитель директора по научной работе, с 1993 — директор музея.
Один из основателей и членов «Общества изучения русской усадьбы», международных ассоциаций «Исторические театры Европы», «Барочные театры» и «Международного общества изучения XVIII века». Член президиума Международного совета музеев России.
Около 40 лет проработал в музее-усадьбе «Останкино». Инициировал полномасштабную реставрацию парка и уникального деревянного здания усадьбы: «этот реставрационный проект… Геннадий Викторович многие годы готовил и защищал в различных инстанциях»
. Реставрация началась в 1993 году с парка, в 2013 году всю территорию музея, вместе с парком, признали аварийными. В интервью 2020 года Вдовин говорил, что реставрация продлится ещё «лет пять-семь».
Женат, отец троих сыновей.
Скончался 6 ноября 2021 года. Похоронен на Перовском кладбище (уч. 3).

## Научная деятельность
Основные темы опубликованных книг и статей: история и теория русского искусства Нового времени, вопросы современной культуры и музейного дела, методология искусствознания.
В собственной шуточной библиографии описывал себя от третьего лица так: «По публикациям Вдовина можно проследить становление собственного метода: автор отдает должное иконологии, социологии и семиотике искусствознания, но постепенно вырабатывает собственную методику, которую можно было бы назвать „антропологией искусствознания“, если бы сам он не обозначал её как „эгоисторизм“ или „психоисторизм“. Вдовин не раз был замечен в попытках сочетать в себе основательность кабинетного ученого с цепкостью полемиста, занудство философа с легкомыслием политика, энтузиазм либерального институтского преподавателя с просветительским задором автора многочисленных радио- и телепередач о русской культуре, высокомерный академизм историка искусства и философа с панибратским цинизмом журналиста и критика».
В 2004 году защитил диссертацию на тему «Становление „Я“ в русской культуре XVIII века и искусство портрета».